# The Laws of the Universe : 1re partie
 (mai 2025).
Si vous disposez d'ouvrages ou d'articles de référence ou si vous connaissez des sites web de qualité traitant du thème abordé ici, merci de compléter l'article en donnant les références utiles à sa vérifiabilité et en les liant à la section « Notes et références ».
Pour plus de détails, voir Fiche technique et Distribution.
The Laws of the Universe : 1re partie (宇宙の法 黎明編, Uchu no Ho: Reimei-hen) est un film d'animation japonais réalisé par Isamu Imakake (en) et sorti le 12 octobre 2018 au Japon. Il fait partie d'une série de quatre films d'animation commencée en 2015 avec The Laws of the Universe : partie 0.
Il est premier du box-office japonais de 2018 lors de sa première semaine d'exploitation et sort également aux États-Unis en octobre 2018.

## Synopsis
Cinq étudiants, Rei, Anna, Tyler, Hull et Eisuke, ont une mission secrète : lutter contre les envahisseurs reptiliens venus de l’espace. Un jour, sur Terre, Ray voyage dans le passé, il y a 330 millions d'années, pour retrouver son ami disparu, Tyler, tombé dans un piège tendu par l'extraterrestre Dahar. Pendant ce temps, Alpha, le dieu de la Terre, envisage de créer une nouvelle civilisation sur Terre et invite la reine Zamza et ses compagnons reptiliens de la planète Zeta sur Terre.

## Distribution
- Ryōta Ōsaka (en) : Rei
- Asami Seto : Anna
- Tetsuya Kakihara : Tyler
- Hisako Kanemoto : Hull
- Wataru Hatano : Eisuke
- Ayumu Murase : Dahar
- Yūichirō Umehara : Alpha
- Fumika Shimizu (en) : Zamza
- Sayaka Ohara : Gaia